# Klingenberg am Main
Klingenberg am Main este un oraș din Franconia Inferioară, landul Bavaria, Germania.